# روغن‌ماهی کوچک آرام
روغن‌ماهی کوچک آرام (نام علمی: Microgadus proximus) نام یک گونه از سرده روغن‌ماهی‌های کوچک است.
این ماهی در آب های ساحلی آمریکای شمالی از دریای برینگ تا جنوب مرکزی کالیفرنیا یافت می شود. این گونه می تواند به طول 30.5 سانتی متر برسد.